# Super Homer
Super Homer (France) ou Gros jambon (Québec) (Homer the Whopper) est le 1er épisode de la saison 21 de la série télévisée Les Simpson.

## Synopsis
Bart et Milhouse entrent chez le vendeur de BD pour se moquer de lui, celui-ci est furax car ils n'ont aucune idée de la valeur des exemplaires rares qu'il possède. Les garçons découvrent alors les planches d'une bande dessinée inédite et inconnue. Cela raconte l'histoire d'Everyman, homme ordinaire qui se transforme en super-héros pour combattre le crime en absorbant les pouvoirs des héros de chaque BD qu'il touche. Bart et Milhouse sont captivés, à la grande surprise du vendeur de BD, qui craignait la critique. Il décide de la publier à compte d'auteur et celle-ci rencontre un grand succès auprès des enfants de l'école, puis dans tout le pays. À tel point que des producteurs hollywoodiens en achètent les droits pour en réaliser un film. Le vendeur n'accepte qu'à condition de pouvoir choisir l'acteur qui interprétera le héros. 
Un casting est organisé, mais personne ne convient pour le rôle, quand soudain Homer entre par hasard. Le vendeur de BD a trouvé l'acteur idéal et l'engage malgré les réserves des producteurs. Homer doit alors perdre beaucoup de poids et se muscler. La production du film recrute les services d'un entraîneur de célébrités, Lyle McCarty. Celui-ci le soumet à un entraînement intensif et à un régime draconien. Homer souffre beaucoup, mais finit par devenir mince et musclé. Le tournage peut commencer, mais Lyle étant parti, Homer a toutes les peines du monde à résister à la nourriture en abondance sur le plateau. Il recommence à grossir et met la production du film en danger.

## Audience américaine
L’audience aux États-Unis a atteint lors de sa première diffusion 8,31 millions de téléspectateurs.